# Alexander Granach
Alexander Granach, pseudonimo di Jessaja Gronach (Werbowitz, 18 aprile 1890 – New York, 14 marzo 1945), è stato un attore tedesco.

## Biografia
Nato da genitori ebrei, divenne una celebrità teatrale alla Volksbühne di Berlino ed entrò nel cinema nel 1922, anno in cui apparve nel classico dell'horror Nosferatu il vampiro di F.W. Murnau, interpretando il ruolo di Knock, personaggio succube del protagonista, il conte Orlok. Recitò, fra gli altri, in uno dei primi film sonori tedeschi, La tragedia della miniera (1931), diretto da Georg Wilhelm Pabst.
All'ascesa di Hitler al potere, Granach fuggì in Unione Sovietica e successivamente raggiunse gli Stati Uniti, stabilendosi a Hollywood, dove fece la sua prima apparizione cinematografica nel ruolo del commissario sovietico Kopalski in Ninotchka (1939), brillante commedia diretta da Ernst Lubitsch e interpretata da Greta Garbo. Granach fu assai richiesto durante gli anni della seconda guerra mondiale per la sua capacità di interpretare efficacemente sia ruoli di nazista, come quello di Julius Streicher in The Hitler Gang (1944) di John Farrow, sia di ferventi oppositori al nazismo. Tra le sue migliori interpretazioni, da ricordare quella dell'ispettore della Gestapo Alois Gruber in Anche i boia muoiono (1943) di Fritz Lang. La sua ultima apparizione cinematografica fu nel film La settima croce (1944), in cui molti noti interpreti di ruoli di supporto erano artisti rifugiati europei, come Felix Bressart, Fay Wall e Helene Weigel.
Granach morì il 14 marzo 1945 a New York per un'embolia polmonare conseguente a un'appendicectomia. Fu sepolto nel cimitero di Montefiore a Springfield Gardens, nel Queens. La sua autobiografia, There Goes an Actor, uscita nel 1945, è stata ripubblicata nel 2010 con il nuovo titolo From the Shtetl to the Stage: The Odyssey of a Wandering Actor. Suo figlio Gad Granach, scrittore e memorialista, visse a Gerusalemme e scrisse le sue memorie, contenenti molti riferimenti al padre.

## Filmografia parziale
- Nosferatu il vampiro (Nosferatu, eine Symphonie des Grauens), regia di F.W. Murnau (1922)
- Lucrezia Borgia, regia di Richard Oswald (1922)
- Ombre ammonitrici (Schatten - Eine nächtliche Halluzination), regia di Arthur Robison (1923)
- I.N.R.I. (I.N.R.I. – Ein Film der Menschlichkeit), regia di Robert Wiene (1923)
- Il dominio delle tenebre (Svengali), regia di Gennaro Righelli (1927)
- L'ultima compagnia (Die letzte Kompagnie), regia di Curtis Bernhardt (1930)
- Il ratto di Monna Lisa (Der Raub der Mona Lisa), regia di Géza von Bolváry (1931)
- La tragedia della miniera (Kameradschaft), regia di Georg Wilhelm Pabst (1931)
- Ninotchka, regia di Ernst Lubitsch (1939)
- Notre Dame (The Hunchback of Notre Dame), regia di William Dieterle (1939)
- Il prigioniero di Amsterdam (Foreign Correspondent), regia di Alfred Hitchcock (1940)
- Così finisce la nostra notte (So Ends Our Night), regia di John Cromwell (1941)
- Il club del diavolo (A Man Betrayed), regia di John H. Auer (1941)
- La prima è stata Eva (It Started with Eve), regia di Henry Koster (1941)
- L'ora del destino (Joan of Paris), regia di Robert Stevenson (1942)
- Anche i boia muoiono (Hangmen Also Die!), regia di Fritz Lang (1943)
- Per chi suona la campana (For Whom the Bell Tolls), regia di Sam Wood (1943)
- Una voce nel vento (Voice in the Wind), regia di Arthur Ripley (1944)
- The Hitler Gang, regia di John Farrow (1944)
- La settima croce (The Seventh Cross), regia di Fred Zinnemann (1944)

## Doppiatori italiani
- Gaetano Verna in Il club del diavolo, Anche i boia muoiono
- Corrado Racca in Ninotchka